# Psychostrophia endoi
Psychostrophia endoi is een vlinder uit de familie van de Epicopeiidae. De wetenschappelijke naam van de soort is voor het eerst geldig gepubliceerd in 1992 door Inoue.